# Danh sách buổi biểu diễn trực tiếp của BTS
Nhóm nhạc nam Hàn Quốc BTS đã tổ chức 5 chuyến lưu diễn hòa nhạc (3 trong số đó là chuyến lưu diễn thế giới), 6 chuyến lưu diễn họp mặt người hâm mộ, 8 buổi giới thiệu, 4 chuyến lưu diễn chung và 11 buổi hòa nhạc kể từ khi nhóm ra mắt vào năm 2013. Chuyến lưu diễn hòa nhạc riêng đầu tiên của BTS mang tên The Red Bullet Tour vào năm 2014 bắt đầu ở châu Á và sau đó mở rộng sang Úc, Bắc Mỹ và Nam Mỹ, thu hút tổng cộng 80.000 khán giả. Trong hành trình lưu diễn The Red Bullet Tour, BTS cũng tổ chức chuyến lưu diễn hòa nhạc đầu tiên tại Nhật Bản mang tên Wake Up: Open Your Eyes Japan Tour. Năm 2015, BTS khởi động chuyến lưu diễn The Most Beautiful Moment in Life On Stage Tour, biểu diễn tại nhiều thành phố trên khắp châu Á và bán được hơn 182.500 vé. Năm 2017, BTS khởi động chuyến lưu diễn The Wings Tour, biểu diễn tại 17 thành phố ở 10 quốc gia trên toàn cầu và thu hút tổng cộng 550.000 khán giả.
Chuyến lưu diễn tiếp theo của BTS, Love Yourself World Tour năm 2018–19 đã phá vỡ kỷ lục khi thu về 196,4 triệu USD từ 42 buổi diễn cuối cùng, trở thành chuyến lưu diễn có doanh thu cao nhất mọi thời đại của một nghệ sĩ biểu diễn chủ yếu bằng ngôn ngữ không phải tiếng Anh. Chuyến lưu diễn thứ sáu Map of the Soul Tour của nhóm dự kiến sẽ được tổ chức tại 18 thành phố ở 9 quốc gia, bắt đầu với 4 buổi diễn ở Hàn Quốc vào tháng 4 năm 2020. Tuy nhiên, các buổi diễn tại Seoul đã phải hủy bỏ do ảnh hưởng của đại dịch COVID‑19 và phần còn lại của chuyến lưu diễn tạm thời bị hoãn lại. Ngày 19 tháng 8 năm 2021, chuyến lưu diễn chính thức bị hủy bỏ.

## Chuyến lưu diễn
| Tên                                             | Ngày                                 | Album liên kết                                                                                     | Lục địa                             | Buổi biểu diễn | Doanh thu                       | Người tham dự | Nguồn  |
| ----------------------------------------------- | ------------------------------------ | -------------------------------------------------------------------------------------------------- | ----------------------------------- | -------------- | ------------------------------- | ------------- | ------ |
| The Red Bullet Tour                             | 17 tháng 10, 2014 – 29 tháng 8, 2015 | 2 Cool 4 Skool O!RUL8,2? Skool Luv Affair Dark & Wild                                              | Châu Á Australia Bắc Mỹ Nam Mỹ      | 22             | —                               | 80,000        | [ 5 ]  |
| Wake Up: Open Your Eyes Japan Tour              | 10 tháng 2, 2015 – 19 tháng 2, 2015  | Wake Up                                                                                            | Châu Á                              | 6              | —                               | 25,000        | [ 6 ]  |
| The Most Beautiful Moment in Life On Stage Tour | 27 tháng 11, 2015 – 14 tháng 8, 2016 | The Most Beautiful Moment in Life, Pt. 1 và Pt. 2 The Most Beautiful Moment in Life: Young Forever | Châu Á                              | 22             | —                               | 182,500       | [ 7 ]  |
| The Wings Tour                                  | 18 tháng 2, 2017 – 10 tháng 12, 2017 | Wings You Never Walk Alone                                                                         | Châu Á Nam Mỹ Bắc Mỹ Châu Đại Dương | 40             | 6.610.510+ USD (3 buổi diễn)    | 550.000       | [ 8 ]  |
| Love Yourself World Tour                        | 25 tháng 8, 2018 – 29 tháng 10, 2019 | Love Yourself: Her, Tear và Answer Map of the Soul: Persona                                        | Châu Á Bắc Mỹ Châu Âu Nam Mỹ        | 62             | 187.523.511+ USD (38 buổi diễn) | 2.019.800     | [ 9 ]  |
| Map of the Soul Tour                            | Đã hủy                               | Map of the Soul: Persona Map of the Soul: 7                                                        | Châu Á Bắc Mỹ Châu Âu               | 35             | Đã hủy                          | —             | [ 10 ] |

## Buổi hoà nhạc
| Tên                                            | Ngày              | Thành phố      | Quốc gia | Địa điểm                                      | Người tham dự | Nguồn         |
| ---------------------------------------------- | ----------------- | -------------- | -------- | --------------------------------------------- | ------------- | ------------- |
| BTS Global Official Fanclub A.R.M.Y 1ST Muster | 29 tháng 3, 2014  | Seoul          | Hàn Quốc | Hội trường Olympic                            | 3.000         | [ 11 ]        |
| BTS 2014 <Show & Prove Concert>                | 14 tháng 7, 2014  | West Hollywood | Hoa Kỳ   | LA Troubadour                                 | 250           | [ 12 ]        |
| 2015 BTS Live Trilogy Episode I: BTS Begins    | 28 tháng 3, 2015  | Seoul          | Hàn Quốc | Hội trường Olympic                            | 6.500         | [ 13 ]        |
| 2015 BTS Live Trilogy Episode I: BTS Begins    | 29 tháng 3, 2015  | Seoul          | Hàn Quốc | Hội trường Olympic                            | 6.500         | [ 13 ]        |
| Halloween Party with BTS                       | 29 tháng 10, 2015 | Seoul          | Hàn Quốc | V Live                                        |               | [ 14 ]        |
| BTS 2nd Muster [Zip Code:22920]                | 24 tháng 1, 2016  | Seoul          | Hàn Quốc | Hwajung Gymnasium                             | 9.000         | [ 15 ]        |
| BTS 3rd Muster [ARMY.ZIP+]                     | 12 tháng 11, 2016 | Seoul          | Hàn Quốc | Gocheok Sky Dome                              | 38.000        | [ 16 ]        |
| BTS 3rd Muster [ARMY.ZIP+]                     | 13 tháng 11, 2016 | Seoul          | Hàn Quốc | Gocheok Sky Dome                              | 38.000        | [ 16 ]        |
| BTS 4th Muster [Happy Ever After]              | 13 tháng 1, 2018  | Seoul          | Hàn Quốc | Gocheok Sky Dome                              | 40.000        | [ 17 ]        |
| BTS 4th Muster [Happy Ever After]              | 14 tháng 1, 2018  | Seoul          | Hàn Quốc | Gocheok Sky Dome                              | 40.000        | [ 17 ]        |
| BTS 5th Muster [Magicshop]                     | 15 tháng 6, 2019  | Busan          | Hàn Quốc | Busan Auxiliary Stadium                       | 69.000        | [ 18 ]        |
| BTS 5th Muster [Magicshop]                     | 16 tháng 6, 2019  | Busan          | Hàn Quốc | Busan Auxiliary Stadium                       | 69.000        | [ 18 ]        |
| BTS 5th Muster [Magicshop]                     | 22 tháng 6, 2019  | Seoul          | Hàn Quốc | Nhà thi đấu Thể dục dụng cụ Olympic           | 69.000        | [ 18 ]        |
| BTS 5th Muster [Magicshop]                     | 23 tháng 6, 2019  | Seoul          | Hàn Quốc | Nhà thi đấu Thể dục dụng cụ Olympic           | 69.000        | [ 18 ]        |
| Bang Bang Con The Live                         | 14 tháng 6, 2020  | Incheon        | Hàn Quốc | Weverse                                       | 756.000       | [ 19 ]        |
| Map of the Soul ON:E                           | 10 tháng 10, 2020 | Seoul          | Hàn Quốc | Weverse                                       | 993.000       | [ 20 ]        |
| Map of the Soul ON:E                           | 11 tháng 10, 2020 | Seoul          | Hàn Quốc | Weverse                                       | 993.000       | [ 20 ]        |
| BTS 2021 Muster Sowoozoo                       | 13 tháng 6, 2021  | Seoul          | Hàn Quốc | Sân vận động Olympic Seoul                    | 1.330.000     | [ 21 ]        |
| BTS 2021 Muster Sowoozoo                       | 14 tháng 6, 2021  | Seoul          | Hàn Quốc | Sân vận động Olympic Seoul                    | 1.330.000     | [ 21 ]        |
| BTS Permission to Dance On Stage               | 24 tháng 10, 2021 | TBA            | Hàn Quốc | Sân vận động Olympic Seoul / Weverse          | TBA           | [ 22 ]        |
| BTS Permission to Dance On Stage—LA            | 27 tháng 11, 2021 | Los Angeles    | Hoa Kỳ   | Sân vận động SoFi / YouTube Theatre / Weverse | 813.000       | [ 24 ] [ 25 ] |
| BTS Permission to Dance On Stage—LA            | 28 tháng 11, 2021 | Los Angeles    | Hoa Kỳ   | Sân vận động SoFi / YouTube Theatre / Weverse | 813.000       | [ 24 ] [ 25 ] |
| BTS Permission to Dance On Stage—LA            | 1 tháng 12, 2021  | Los Angeles    | Hoa Kỳ   | Sân vận động SoFi / YouTube Theatre / Weverse | 813.000       | [ 24 ] [ 25 ] |
| BTS Permission to Dance On Stage—LA            | 2 tháng 12, 2021  | Los Angeles    | Hoa Kỳ   | Sân vận động SoFi / YouTube Theatre / Weverse | 813.000       | [ 24 ] [ 25 ] |

## Chuyến lưu diễn họp mặt người hâm mộ
| Tên                                                        | Ngày              | Thành phố | Quốc gia  | Địa điểm                         | Người tham dự | Nguồn  |
| ---------------------------------------------------------- | ----------------- | --------- | --------- | -------------------------------- | ------------- | ------ |
| Japan Official Fan Meeting Vol.1                           | 31 tháng 5, 2014  | Tokyo     | Nhật Bản  | Tokyo Dome City Hall             | 5.000         | [ 26 ] |
| 2014 BTS 1st Fanmeeting in Europe & South America <RWeL8?> | 27 tháng 7, 2014  | Berlin    | Đức       | Huxleys Neue Welt                | —             | [ 27 ] |
| 2014 BTS 1st Fanmeeting in Europe & South America <RWeL8?> | 29 tháng 7, 2014  | Stockholm | Thụy Điển | Fryshuset (Lilla arenan)         | —             | [ 27 ] |
| 2014 BTS 1st Fanmeeting in Europe & South America <RWeL8?> | 1 tháng 8, 2014   | São Paulo | Brazil    | Via Marquês                      | —             | [ 27 ] |
| Japan Official Fan Meeting Vol.2 –Undercover Mission–      | 13 tháng 8, 2014  | Tokyo     | Nhật Bản  | Tokyo International Forum Hall A | 18.000        | [ 28 ] |
| Japan Official Fan Meeting Vol.2 –Undercover Mission–      | 14 tháng 8, 2014  | Tokyo     | Nhật Bản  | Tokyo International Forum Hall A | 18.000        | [ 28 ] |
| Japan Official Fan Meeting Vol.2 –Undercover Mission–      | 18 tháng 8, 2014  | Osaka     | Nhật Bản  | Festival Hall                    | 18.000        | [ 28 ] |
| Japan Official Fan Meeting Vol.2 –Undercover Mission–      | 19 tháng 8, 2014  | Osaka     | Nhật Bản  | Festival Hall                    | 18.000        | [ 28 ] |
| Japan Official Fan Meeting Vol.2 –Undercover Mission–      | 20 tháng 8, 2014  | Osaka     | Nhật Bản  | Festival Hall                    | 18.000        | [ 28 ] |
| Japan Official Fanmeeting Vol.3 ~Reaching You~             | 9 tháng 11, 2016  | Fukuoka   | Nhật Bản  | Marine Messe Fukuoka             | 70.000        | [ 29 ] |
| Japan Official Fanmeeting Vol.3 ~Reaching You~             | 28 tháng 11, 2016 | Tokyo     | Nhật Bản  | Yoyogi National Gymnasium        | 70.000        | [ 29 ] |
| Japan Official Fanmeeting Vol.3 ~Reaching You~             | 28 tháng 11, 2016 | Tokyo     | Nhật Bản  | Yoyogi National Gymnasium        | 70.000        | [ 29 ] |
| Japan Official Fanmeeting Vol.3 ~Reaching You~             | 30 tháng 11, 2016 | Tokyo     | Nhật Bản  | Yoyogi National Gymnasium        | 70.000        | [ 29 ] |
| Japan Official Fanmeeting Vol.3 ~Reaching You~             | 6 tháng 12, 2016  | Nagoya    | Nhật Bản  | Nippon Gaishi Hall               | 70.000        | [ 29 ] |
| Japan Official Fanmeeting Vol.3 ~Reaching You~             | 7 tháng 12, 2016  | Nagoya    | Nhật Bản  | Nippon Gaishi Hall               | 70.000        | [ 29 ] |
| Japan Official Fanmeeting Vol.3 ~Reaching You~             | 14 tháng 12, 2016 | Osaka     | Nhật Bản  | Hội trường Osaka-jō              | 70.000        | [ 29 ] |
| Japan Official Fanmeeting Vol.3 ~Reaching You~             | 15 tháng 12, 2016 | Osaka     | Nhật Bản  | Hội trường Osaka-jō              | 70.000        | [ 29 ] |
| Japan Official Fanmeeting Vol.4 ~Happy Ever After~         | 18 tháng 4, 2018  | Yokohama  | Nhật Bản  | Yokohama Arena                   | 90.000        | [ 30 ] |
| Japan Official Fanmeeting Vol.4 ~Happy Ever After~         | 19 tháng 4, 2018  | Yokohama  | Nhật Bản  | Yokohama Arena                   | 90.000        | [ 30 ] |
| Japan Official Fanmeeting Vol.4 ~Happy Ever After~         | 20 tháng 4, 2018  | Yokohama  | Nhật Bản  | Yokohama Arena                   | 90.000        | [ 30 ] |
| Japan Official Fanmeeting Vol.4 ~Happy Ever After~         | 21 tháng 4, 2018  | Yokohama  | Nhật Bản  | Yokohama Arena                   | 90.000        | [ 30 ] |
| Japan Official Fanmeeting Vol.4 ~Happy Ever After~         | 23 tháng 4, 2018  | Osaka     | Nhật Bản  | Hội trường Osaka-jō              | 90.000        | [ 30 ] |
| Japan Official Fanmeeting Vol.4 ~Happy Ever After~         | 24 tháng 4, 2018  | Osaka     | Nhật Bản  | Hội trường Osaka-jō              | 90.000        | [ 30 ] |
| Japan Official Fanmeeting Vol.5 ~Magic Shop~               | 23 tháng 11, 2019 | Chiba     | Nhật Bản  | Sân vận động Chiba Marine        | 150.000       | [ 31 ] |
| Japan Official Fanmeeting Vol.5 ~Magic Shop~               | 24 tháng 11, 2019 | Chiba     | Nhật Bản  | Sân vận động Chiba Marine        | 150.000       | [ 31 ] |
| Japan Official Fanmeeting Vol.5 ~Magic Shop~               | 14 tháng 12, 2019 | Osaka     | Nhật Bản  | Kyocera Dome                     | 150.000       | [ 31 ] |
| Japan Official Fanmeeting Vol.5 ~Magic Shop~               | 15 tháng 12, 2019 | Osaka     | Nhật Bản  | Kyocera Dome                     | 150.000       | [ 31 ] |

## Buổi giới thiệu
| Ngày             | Tên                                                | Thành phố | Quốc gia | Địa điểm                       | Người tham dự | Nguồn  |
| ---------------- | -------------------------------------------------- | --------- | -------- | ------------------------------ | ------------- | ------ |
| 12 tháng 6, 2013 | Single Album "2 Cool 4 Skool" Debut Showcase       | Seoul     | Hàn Quốc | Ilchi Art Hall                 | 400           | [ 32 ] |
| 7 tháng 12, 2013 | 1st Japan Showcase                                 | Tokyo     | Nhật Bản | Tsutaya O-West                 | —             | [ 33 ] |
| 6 tháng 1, 2014  | 1st Japan Showcase - Next Stage                    | Tokyo     | Nhật Bản | Zepp Tokyo                     | 6.500         | [ 34 ] |
| 7 tháng 1, 2014  | 1st Japan Showcase - Next Stage                    | Osaka     | Nhật Bản | Namba Hatch                    | 6.500         | [ 34 ] |
| 11 tháng 2, 2014 | 2nd Mini Album "Skool Luv Affair" Showcase         | Seoul     | Hàn Quốc | Lotte Card Art Center          | —             | [ 35 ] |
| 19 tháng 8, 2014 | 1st Studio Album "Dark&Wild" Showcase              | Seoul     | Hàn Quốc | Blue Square Samseong Card Hall | 1.000         | [ 36 ] |
| 21 tháng 9, 2017 | DNA Comeback Showcase                              | Seoul     | Hàn Quốc | CJ E&M Center                  | —             | [ 37 ] |
| 18 tháng 7, 2020 | Map of the Soul: 7 ~ The Journey ~ Online Showcase | —         | Hàn Quốc | —                              | —             | [ 38 ] |
| 22 tháng 6, 2021 | BTS, THE BEST - Special Online Showcase            | —         | Hàn Quốc | —                              | —             | [ 39 ] |

## Buổi hòa nhạc và chuyến lưu diễn chung
| Ngày              | Tên                                    | Thành phố        | Quốc gia                             | Địa điểm                          | Nguồn  |
| ----------------- | -------------------------------------- | ---------------- | ------------------------------------ | --------------------------------- | ------ |
| 10 tháng 8, 2014  | KCON                                   | Los Angeles      | Hoa Kỳ                               | Los Angeles Memorial Sports Arena | [ 40 ] |
| 30 tháng 10, 2014 | Music Bank World Tour                  | Thành phố Mexico | Mexico                               | Mexico City Arena                 | [ 41 ] |
| 22 tháng 9, 2015  | Highlight 2015 Tour (với Community 54) | San Francisco    | Hoa Kỳ                               | Nourse Theatre                    |        |
| 24 tháng 9, 2015  | Highlight 2015 Tour (với Community 54) | Houston          | Hoa Kỳ                               | House of Blues                    |        |
| 26 tháng 9, 2015  | Highlight 2015 Tour (với Community 54) | Atlanta          | Hoa Kỳ                               | Center Stage                      |        |
| 27 tháng 9, 2015  | Highlight 2015 Tour (với Community 54) | Toronto          | Canada                               | Phoenix Concert Theatre           |        |
| 25 tháng 3, 2016  | KCON                                   | Abu Dhabi        | Các Tiểu vương quốc Ả Rập Thống nhất | du Arena                          | [ 42 ] |
| 2 tháng 6, 2016   | KCON                                   | Paris            | Pháp                                 | AccorHotels Arena                 | [ 43 ] |
| 25 tháng 6, 2016  | KCON                                   | New York         | Hoa Kỳ                               | Trung tâm Prudential              | [ 44 ] |
| 31 tháng 7, 2016  | KCON                                   | Los Angeles      | Hoa Kỳ                               | Trung tâm Staples                 | [ 45 ] |
| 17 tháng 3, 2017  | KCON                                   | Thành phố México | Mexico                               | Mexico City Arena                 | [ 46 ] |
| 4 tháng 8, 2017   | Music Bank World Tour                  | Singapore        | Singapore                            | Suntec Convention Centre          | [ 47 ] |
| 2 tháng 9, 2017   | Seo Taiji 25th Anniversary Concert     | Seoul            | Hàn Quốc                             | Sân vận động Olympic Seoul        | [ 48 ] |

## Buổi biểu diễn trên các lễ trao giải, chương trình truyền hình và đặc biệt
| Ngày               | Tên sự kiện/chương trình                                 | Quốc gia  | Bài hát đã biểu diễn | Nguồn                            |
| ------------------ | -------------------------------------------------------- | --------- | --- | -------------------------------- |
| 14 tháng 11, 2013  | 2013 MelOn Music Awards                                  | Hàn Quốc  | "No More Dream" "Attack on Bangtan" "Nice to Meet You" (Baechigi)                                                                                            | [ 49 ] [ nguồn không đáng tin? ] |
| 29 tháng 12, 2013  | 2013 SBS Gayo Daejeon                                    | Hàn Quốc  | "No More Dream" | [ 50 ] [ nguồn không đáng tin? ] |
| 31 tháng 12, 2013  | 2013 MBC Gayo Daejeon                                    | Hàn Quốc  | "Rise Up/School Anthem" (Sechs Kies) "Warrior's Descendant" (H.O.T.) "No More Dream"                                                                         | [ 51 ]                           |
| 16 tháng 1, 2014   | 28th Golden Disc Awards                                  | Hàn Quốc  | "No More Dream" | [ 52 ]                           |
| 23 tháng 1, 2014   | 23rd Seoul Music Awards                                  | Hàn Quốc  | "NO" "No More Dream" | [ 53 ]                           |
| 3 tháng 12, 2014   | 2014 Mnet Asian Music Awards                             | Hồng Kông | "Boy In Luv" "Danger" "RM" "Let's Get It Started" (The Black Eyed Peas)                                                                                      | [ 54 ]                           |
| 26 tháng 12, 2014  | 2014 KBS Song Festival                                   | Hàn Quốc  | "Danger" "Stupid in Love" (Soyou) "Tricky" (Run-DMC) "Happy" (Pharrell Williams)                                                                             | [ 55 ] [ nguồn không đáng tin? ] |
| 31 tháng 12, 2014  | 2014 MBC Gayo Daejejeon                                  | Hàn Quốc  | "Danger" | [ 56 ]                           |
| 15 tháng 1, 2015   | 29th Golden Disc Awards                                  | China     | "Intro: Skool Luv Affair" "Skool Luv Affair" "Danger" | [ 57 ] [ nguồn không đáng tin? ] |
| 22 tháng 1, 2015   | 24th Seoul Music Awards                                  | Hàn Quốc  | "Boy in Luv" | [ 58 ]                           |
| 28 tháng 1, 2015   | 4th Gaon Chart Music Awards                              | Hàn Quốc  | "What I Am To You" "Danger" | [ 59 ] [ nguồn không đáng tin? ] |
| 16 tháng 8, 2015   | 2015 Summer Sonic Festival                               | Nhật Bản  | "We are Bulletproof Pt.2" "War of Hormone" "Dope" "Hip Hop Phile" "Cypher pt.3: Killer" "Attack on Bangtan" (phiên bản tiếng Nhật)                           | [ 60 ]                           |
| 7 tháng 11, 2015   | 2015 MelOn Music Awards                                  | Hàn Quốc  | "I Need U" | [ 61 ]                           |
| 2 tháng 12, 2015   | 2015 Mnet Asian Music Awards                             | Hồng Kông | "Run" |                                  |
| 30 tháng 12, 2015  | 2015 KBS Song Festival                                   | Hàn Quốc  | "Yanghwa Bridge" (Zion.T) "Butterfly" "Dope" "Run" "Hypest Hype (Chase & Status)" "We Run The World" (Pdogg)                                                 | [ 62 ] [ nguồn không đáng tin? ] |
| 31 tháng 12, 2015  | 2015 MBC Gayo Daejejeon                                  | Hàn Quốc  | "I Need U" "Run" "Perfect Man" (Shinhwa) | [ 63 ]                           |
| 14 tháng 1, 2016   | 25th Seoul Music Awards                                  | Hàn Quốc  | "Run" "Dope" | [ 64 ]                           |
| 21 tháng 1, 2016   | 30th Golden Disc Awards                                  | Hàn Quốc  | "I Need U" "Dope" | [ 65 ] [ nguồn không đáng tin? ] |
| 17 tháng 2, 2016   | 5th Gaon Chart Music Awards                              | Hàn Quốc  | "I Need U" "Dope" | [ 66 ] [ nguồn không đáng tin? ] |
| 16 tháng 8, 2016   | 2016 a-nation                                            | Nhật Bản  | "Fire" Save Me" "I Need U" "No More Dream" "Attack on Bangtan" "Dope"                                                                                        | [ 67 ]                           |
| 7 tháng 11, 2016   | Star Show 360                                            | Hàn Quốc  | "Blood Sweat & Tears" "Fire" | [ 68 ]                           |
| 16 tháng 11, 2016  | 2016 Asia Artist Awards                                  | Hàn Quốc  | "Blood Sweat & Tears" "Fire" | [ 69 ] [ nguồn không đáng tin? ] |
| 19 tháng 11, 2016  | 2016 MelOn Music Awards                                  | Hàn Quốc  | "Blood Sweat & Tears" "Fire" | [ 70 ]                           |
| 2 tháng 12, 2016   | 2016 Mnet Asian Music Awards                             | Hồng Kông | "Boy Meets Evil" "Blood Sweat & Tears" "Fire" |                                  |
| 26 tháng 12, 2016  | 2016 SBS Gayo Daejeon                                    | Hàn Quốc  | "Blood Sweat & Tears" "Fire" | [ 71 ]                           |
| 29 tháng 12, 2016  | 2016 KBS Song Festival                                   | Hàn Quốc  | "Idea of Classroom" (Seo Taiji and the Boys) "Lie" "Unknown Song" (Michael Jackson) "A Flying Butterfly" (Yoon Do Hyun Band) "Blood Sweat & Tears" "Fire"    | [ 72 ] [ nguồn không đáng tin? ] |
| 31 tháng 12, 2016  | 2016 MBC Gayo Daejejeon                                  | Hàn Quốc  | "Rainism" (Rain) "As I Told You" (Kim Sung-jae) "Blood Sweat & Tears" "Fire"                                                                                 | [ 73 ]                           |
| 14 tháng 1, 2017   | 31st Golden Disc Awards                                  | Hàn Quốc  | "Without a Heart" (8Eight) "No More Dream" "Boy In Luv" "War of Hormone" "Dope" "I Need U" "Fire"                                                            | [ 74 ] [ nguồn không đáng tin? ] |
| 19 tháng 1, 2017   | 26th Seoul Music Awards                                  | Hàn Quốc  | "Boy Meets Evil" "Blood Sweat & Tears" "Fire" | [ 75 ]                           |
| 22 tháng 2, 2017   | 6th Gaon Chart Music Awards                              | Hàn Quốc  | "Save Me" "Blood Sweat & Tears" | [ 76 ] [ nguồn không đáng tin? ] |
| 19 tháng 11, 2017  | 2017 American Music Awards                               | Hoa Kỳ    | "DNA" | [ 77 ]                           |
| 25 tháng 11, 2017  | The Ellen DeGeneres Show                                 | Hoa Kỳ    | "Mic Drop" | [ 78 ]                           |
| 27 tháng 11, 2017  | Jimmy Kimmel Live!                                       | Hoa Kỳ    | "Mic Drop" | [ 79 ]                           |
| 30 tháng 11, 2017  | The Late Late Show with James Corden                     | Hoa Kỳ    | "DNA" | [ 80 ]                           |
| 1 tháng 12, 2017   | 2017 Mnet Asian Music Awards                             | Hồng Kông | "Not Today" "Cypher 4" "DNA" "MIC Drop (Steve Aoki Remix)"                                                                                                   | [ 81 ]                           |
| 2 tháng 12, 2017   | 2017 MelOn Music Awards                                  | Hàn Quốc  | "DNA" "You Never Walk Alone" "Spring Day" | [ 82 ] [ nguồn không đáng tin? ] |
| 25 tháng 12, 2017  | 2017 SBS Gayo Daejeon                                    | Hàn Quốc  | "Mic Drop" "DNA" "Not Today" | [ 83 ]                           |
| 29 tháng 12, 2017  | 2017 KBS Song Festival                                   | Hàn Quốc  | "Spring Day (Brit Rock Remix)" "Lost" "Cypher 4" "DNA" "Not Today"                                                                                           | [ 84 ]                           |
| 31 tháng 12, 2017  | 2017 MBC Gayo Daejejeon                                  | Hàn Quốc  | "Go Go" "Mic Drop" | [ 85 ]                           |
| 31 tháng 12, 2017  | Dick Clark's New Year's Rockin' Eve                      | Hoa Kỳ    | "Mic Drop" "DNA" | [ 86 ]                           |
| 10 tháng 1, 2018   | 32nd Golden Disc Awards                                  | Hàn Quốc  | "Outro:Her" "Spring Day" | [ 87 ] [ nguồn không đáng tin? ] |
| 11 tháng 1, 2018   | 32nd Golden Disc Awards                                  | Hàn Quốc  | "Not Today" "DNA" | [ 88 ] [ nguồn không đáng tin? ] |
| 25 tháng 1, 2018   | 27th Seoul Music Awards                                  | Hàn Quốc  | "Mic Drop" "DNA" | [ 89 ]                           |
| 20 tháng 5, 2018   | 2018 Billboard Music Awards                              | Hoa Kỳ    | "Fake Love" | [ 90 ]                           |
| 25 tháng 5, 2018   | The Ellen DeGeneres Show                                 | Hoa Kỳ    | "Fake Love" "Airplane Pt. 2" | [ 91 ]                           |
| 12 tháng 6, 2018   | The Late Late Show with James Corden                     | Hoa Kỳ    | "Fake Love" | [ 92 ]                           |
| 22 tháng 6, 2018   | Lotte Duty Free Family Concert                           | Hàn Quốc  | "Fake Love" "Anpanman" "Mic Drop" "Airplane Pt. 2" "Spring Day" "Mic Drop"                                                                                   | [ 93 ]                           |
| 30 tháng 8, 2018   | 2018 Soribada Best K-Music Awards                        | Hàn Quốc  | "Idol" "Fake Love" | [ 94 ]                           |
| 12 tháng 9, 2018   | America's Got Talent                                     | Hoa Kỳ    | "Idol" | [ 95 ]                           |
| 25 tháng 9, 2018   | The Tonight Show Starring Jimmy Fallon                   | Hoa Kỳ    | "Idol" "I'm Fine" | [ 96 ]                           |
| 26 tháng 9, 2018   | Good Morning America                                     | Hoa Kỳ    | "Idol" | [ 97 ]                           |
| 12 tháng 10, 2018  | The Graham Norton Show                                   | Anh       | "Idol" | [ 98 ]                           |
| 6 tháng 11, 2018   | MBC Plus X Genie Music Awards                            | Hàn Quốc  | "We Don't Talk Anymore" (với Charlie Puth) "Fake Love" "Save Me" "I'm Fine" "Idol"                                                                           | [ 99 ] [ nguồn không đáng tin? ] |
| 28 tháng 11, 2018  | 2018 Asia Artist Awards                                  | Hàn Quốc  | "Fake Love" "Idol" | [ 100 ]                          |
| 1 tháng 12, 2018   | 2018 MelOn Music Awards                                  | Hàn Quốc  | "Fake Love" "Airplane Pt. 2" "Idol" | [ 101 ]                          |
| 12 tháng 12, 2018  | 2018 Mnet Asian Music Awards                             | Nhật Bản  | "Fake Love" "Anpanman" | [ 102 ]                          |
| 14 tháng 12, 2018  | 2018 Mnet Asian Music Awards                             | Hồng Kông | "Airplane pt. 2" "O!RUL82? LY Remix" "Idol" | [ 103 ]                          |
| 25 tháng 12, 2018  | 2018 SBS Gayo Daejeon                                    | Hàn Quốc  | "No More Dream" "Boy In Luv" "Dope" "Fire" "DNA" "Idol" | [ 104 ]                          |
| 28 tháng 12, 2018  | 2018 KBS Song Festival                                   | Hàn Quốc  | "Just Dance" (J-Hope) "Euphoria" (Jungkook) "Serendipity" (Jimin) "Love" (RM) "Singularity" (V) "Seesaw" (Suga) "Epiphany" (Jin) "Fake Love"                 | [ 105 ]                          |
| 31 tháng 12, 2018  | 2018 MBC Gayo Daejejeon                                  | Hàn Quốc  | "Mic Drop (Remix)" "Idol" | [ 106 ]                          |
| 6 tháng 1, 2019    | 33rd Golden Disc Awards                                  | Hàn Quốc  | "Fake Love" "Idol" | [ 107 ]                          |
| 15 tháng 1, 2019   | 28th Seoul Music Awards                                  | Hàn Quốc  | "Fake Love" "Idol" | [ 108 ]                          |
| 13 tháng 4, 2019   | Saturday Night Live                                      | Hoa Kỳ    | "Boy with Luv" "Mic Drop" | [ 109 ]                          |
| 1 tháng 5, 2019    | 2019 Billboard Music Awards                              | Hoa Kỳ    | "Boy with Luv" | [ 110 ]                          |
| 15 tháng 5, 2019   | The Late Show with Stephen Colbert                       | Hoa Kỳ    | "Boy with Luv" "Make It Right" | [ 111 ]                          |
| 15 tháng 5, 2019   | Good Morning America Summer Concert Series               | Hoa Kỳ    | "Boy with Luv" "Fire" | [ 112 ]                          |
| 22 tháng 5, 2019   | The Voice                                                | Hoa Kỳ    | "Boy with Luv" | [ 113 ]                          |
| 30 tháng 5, 2019   | Britain's Got Talent                                     | Anh       | "Boy with Luv" | [ 114 ]                          |
| 6 tháng 7, 2019    | NTV's Music Day                                          | Nhật Bản  | "Boy with Luv" (phiên bản tiếng Nhật) | [ 115 ]                          |
| 11 tháng 8, 2019   | Lotte Duty Free Family Concert                           | Hàn Quốc  | "Boy with Luv" "Home" "Best Of Me" "Fake Love" "Mic Drop" "Idol"                                                                                             | [ 116 ]                          |
| 30 tháng 11, 2019  | 2019 MelOn Music Awards                                  | Hàn Quốc  | "Intro: Persona" "Boy in Luv" "Boy with Luv" "Mikrokosmos" "Dionysus"                                                                                        | [ 117 ]                          |
| 4 tháng 12, 2019   | 2019 Mnet Asian Music Awards                             | Nhật Bản  | "N.O" "We Are Bulletproof Pt. 2" "Boy with Luv" "Mikrokosmos" "Dionysus"                                                                                     | [ 118 ]                          |
| 4 tháng 12, 2019   | FNS Music Festival                                       | Nhật Bản  | "Fake Love" (phiên bản tiếng Nhật) "Boy with Luv" (phiên bản tiếng Nhật)                                                                                     | [ 119 ]                          |
| 6 tháng 12, 2019   | iHeart Radio Jingle Ball Tour                            | Hoa Kỳ    | "Mic Drop" "Make it Right" "Boy with Luv" | [ 120 ]                          |
| 25 tháng 12, 2019  | 2019 SBS Gayo Daejeon                                    | Hàn Quốc  | "Oh Holy Night" "Jingle Bell Rock" "Santa Claus Is Comin' to Town" "Feliz Navidad" Silent Night" (고요한밤 거룩한밤) "Boy with Luv" "Dionysus" "Mikrokosmos" | [ 121 ]                          |
| 27 tháng 12, 2019  | 2019 KBS Song Festival                                   | Hàn Quốc  | "Go Go" "Home" "Boy with Luv" "Mikrokosmos" "Dionysus" | [ 122 ]                          |
| 31 tháng 12, 2019  | Dick Clark's New Year's Rockin' Eve                      | Hoa Kỳ    | "Make It Right" "Boy with Luv" | [ 123 ]                          |
| 5 tháng 1, 2020    | 34th Golden Disc Awards                                  | Hàn Quốc  | "Boy with Luv" "Skool Luv Affair" "Dimple" "Mikrokosmos" "Dionysus"                                                                                          | [ 124 ]                          |
| 26 tháng 1, 2020   | 62nd Annual Grammy Awards                                | Hoa Kỳ    | "Old Town Road (Seoul Town Road Remix)" | [ 125 ]                          |
| 28 tháng 1, 2020   | The Late Late Show with James Corden                     | Hoa Kỳ    | "Black Swan" | [ 126 ]                          |
| 24 tháng 2, 2020   | The Tonight Show Starring Jimmy Fallon                   | Hoa Kỳ    | "On" | [ 127 ]                          |
| 30 tháng 3, 2020   | The Late Late Show with James Corden – HomeFest Special  | Hàn Quốc  | Boy with Luv | [ 128 ]                          |
| 7 tháng 6, 2020    | Dear Class of 2020 - Youtube Originals                   | Hàn Quốc  | "Boy with Luv" "Spring Day" "Mikrokosmos" | [ 129 ]                          |
| 22 tháng 6, 2020   | TBS CDTV                                                 | Nhật Bản  | "Stay Gold" | [ 130 ]                          |
| 13 tháng 7, 2020   | TBS CDTV                                                 | Nhật Bản  | "Your Eyes Tell" | [ 131 ]                          |
| 14 tháng 7, 2020   | NTV Sukkiri                                              | Nhật Bản  | "Stay Gold" | [ 132 ]                          |
| 18 tháng 7, 2020   | Buzz Rhythm 02                                           | Nhật Bản  | "Stay Gold" | [ 133 ]                          |
| 18 tháng 7, 2020   | NHK SOnGS                                                | Nhật Bản  | "Stay Gold" "Black Swan" | [ 134 ] [ 135 ]                  |
| 27 tháng 7, 2020   | Fuji TV's Love Music                                     | Nhật Bản  | "Your Eyes Tell" | [ 136 ]                          |
| 29 tháng 7, 2020   | Waktu Indonesia Belanja Tv Show                          | Indonesia | "Boy with Luv" "On" | [ 137 ]                          |
| 26 tháng 8, 2020   | FNS Music Festival Summer                                | Nhật Bản  | "Stay Gold" "Mic Drop" | [ 138 ]                          |
| 30 tháng 8, 2020   | 2020 MTV Video Music Awards                              | Hoa Kỳ    | "Dynamite" | [ 139 ]                          |
| 3 tháng 9, 2020    | Press Play At Home                                       | Hàn Quốc  | "Dynamite" | [ 140 ]                          |
| 10 tháng 9, 2020   | Citi Music Series                                        | Hoa Kỳ    | "Dynamite" "Anpanman" | [ 141 ]                          |
| 12 tháng 9, 2020   | NTV's The Music Day                                      | Nhật Bản  | "Dynamite" | [ 142 ]                          |
| 16 tháng 9, 2020   | America's Got Talent                                     | Hoa Kỳ    | "Dynamite" | [ 143 ]                          |
| 18 tháng 9, 2020   | iHeartRadio Music Festival                               | Hoa Kỳ    | "Dynamite" "Make It Right" "Spring Day" "Boy with Luv" | [ 144 ]                          |
| 21 tháng 9, 2020   | Tiny Desk (Home) Concert                                 | Hàn Quốc  | "Dynamite" "Save Me" "Spring Day" | [ 145 ]                          |
| 24 tháng 9, 2020   | Collection:live From the Grammy Museum                   | Hàn Quốc  | "Dynamite" | [ 146 ]                          |
| 27 tháng 9, 2020   | Lotte Duty Free Family Concert                           | Hàn Quốc  | "Black Swan" "Make It Right" "Boy with Luv" | [ 147 ]                          |
| 28 tháng 9, 2020   | The Tonight Show Starring Jimmy Fallon                   | Hoa Kỳ    | "Dynamite" (với Jimmy Fallon và The Roots) "Idol" | [ 148 ]                          |
| 29 tháng 9, 2020   | The Tonight Show Starring Jimmy Fallon                   | Hoa Kỳ    | "Home" | [ 149 ]                          |
| 30 tháng 9, 2020   | The Tonight Show Starring Jimmy Fallon                   | Hoa Kỳ    | "Black Swan" | [ 150 ]                          |
| 1 tháng 10, 2020   | The Tonight Show Starring Jimmy Fallon                   | Hoa Kỳ    | "Mikrokosmos" | [ 151 ]                          |
| 2 tháng 10, 2020   | The Tonight Show Starring Jimmy Fallon                   | Hoa Kỳ    | "Dynamite" | [ 152 ]                          |
| 14 tháng 10, 2020  | 2020 Billboard Music Awards                              | Hoa Kỳ    | "Dynamite" | [ 153 ]                          |
| 22 tháng 11, 2020  | 2020 American Music Awards                               | Hoa Kỳ    | "Dynamite" "Life Goes On" | [ 154 ]                          |
| 23 tháng 11, 2020  | The Late Late Show with James Corden                     | Hoa Kỳ    | "Life Goes On" | [ 155 ]                          |
| 24 tháng 11, 2020  | The Late Late Show with James Corden                     | Hoa Kỳ    | "Dynamite" | [ 156 ]                          |
| 25 tháng 11, 2020  | NTV's Best Artist 2020                                   | Nhật Bản  | "Dynamite" | [ 157 ]                          |
| 30 tháng 11, 2020  | The Disney Holiday Singalong                             | Hoa Kỳ    | "Santa Claus Is Comin' to Town" | [ 158 ]                          |
| 2 tháng 12, 2020   | FNS Music Festival                                       | Nhật Bản  | "Dynamite" | [ 159 ]                          |
| 5 tháng 12, 2020   | 2020 Melon Music Awards                                  | Hàn Quốc  | "Black Swan" "On" "Life Goes On" "Dynamite" | [ 160 ]                          |
| 6 tháng 12, 2020   | 2020 Mnet Asian Music Awards                             | Hàn Quốc  | "Life Goes On" "On" "Dynamite" | [ 161 ]                          |
| 10 tháng 12, 2020  | NBC's TIME Person of the Year Special                    | Hoa Kỳ    | "Dynamite" | [ 162 ]                          |
| 12 tháng 12, 2020  | The Fact Music Awards                                    | Hàn Quốc  | "Dynamite" "Life Goes On" | [ 163 ]                          |
| 18 tháng 12, 2020  | 2020 KBS Song Festival                                   | Hàn Quốc  | "I Need U" "Dynamite" "Life Goes On" | [ 164 ]                          |
| 21 tháng 12, 2020  | CDTV Live! Live! Christmas Special                       | Nhật Bản  | "Dynamite" | [ 165 ]                          |
| 25 tháng 12, 2020  | 2020 SBS Gayo Daejeon                                    | Hàn Quốc  | "Black Swan" "Life Goes On" "Dynamite" | [ 166 ]                          |
| 30 tháng 12, 2020  | 62nd Japan Record Awards                                 | Nhật Bản  | "Life Goes On" "Dynamite" | [ 167 ]                          |
| 31 tháng 12, 2020  | 2021 New Year's Eve Live                                 | Hàn Quốc  | "Dynamite" "Best of Me" "Mic Drop" "Make It Right" "Boy with Luv" "Life Goes On"                                                                             | [ 168 ]                          |
| 9–10 tháng 1, 2021 | 35th Golden Disc Awards                                  | Hàn Quốc  | "Black Swan" "On" "Life Goes On" "Dynamite (Slow Jam Remix)"                                                                                                 | [ 169 ]                          |
| 23 tháng 2, 2021   | MTV Unplugged Presents                                   | Hoa Kỳ    | "Telepathy" "Blue & Grey" Fix You" (Coldplay) "Life Goes On" "Dynamite"                                                                                      | [ 170 ]                          |
| 12 tháng 3, 2021   | MusiCares' Music On A Mission                            | Hoa Kỳ    | "Dynamite" | [ 171 ]                          |
| 14 tháng 3, 2021   | 63rd Annual Grammy Awards                                | Hoa Kỳ    | "Dynamite" | [ 172 ]                          |
| 29 tháng 3, 2021   | 2021 Special Talk Show [Let's BTS]                       | Hàn Quốc  | "Dynamite (Slow Jam Remix)" "Life Goes On" | [ 173 ]                          |
| 16 tháng 5, 2021   | Lotte Duty Free Family Concert                           | Hàn Quốc  | "Life Goes On" "Telepathy" "Dynamite" | [ 174 ]                          |
| 23 tháng 5, 2021   | 2021 Billboard Music Awards                              | Hoa Kỳ    | "Butter" | [ 175 ]                          |
| 25 tháng 5, 2021   | The Late Show with Stephen Colbert                       | Hoa Kỳ    | "Butter" | [ 176 ]                          |
| 28 tháng 5, 2021   | Good Morning America Summer Concert Series               | Hoa Kỳ    | "Dynamite" (Tropical Remix) "Butter" | [ 177 ]                          |
| 14 tháng 6, 2021   | CDTV Live! Live!                                         | Nhật Bản  | "Film Out" | [ 178 ]                          |
| 18 tháng 6, 2021   | NTV Music Blood                                          | Nhật Bản  | "Butter" "Film Out" | [ 179 ]                          |
| 21 tháng 6, 2021   | CDTV Live! Live!                                         | Nhật Bản  | "Butter" | [ 180 ]                          |
| 3 tháng 7, 2021    | NTV's The Music Day                                      | Nhật Bản  | "Butter" | [ 181 ]                          |
| 9 tháng 7, 2021    | Naver NOW Comeback Special: A Butterful Getaway with BTS | Hàn Quốc  | "Butter" (Cooler Remix) "Spring Day" "Permission to Dance"                                                                                                   | [ 182 ]                          |
| 13 tháng 7, 2021   | The Tonight Show Starring Jimmy Fallon                   | Hoa Kỳ    | "Permission to Dance" | [ 183 ]                          |
| 14 tháng 7, 2021   | 2021 FNS Summer Song Festival                            | Nhật Bản  | "Butter" | [ 184 ]                          |
| 14 tháng 7, 2021   | The Tonight Show Starring Jimmy Fallon                   | Hoa Kỳ    | "Butter" | [ 185 ]                          |
| 17 tháng 7, 2021   | TBS' Music Day 2021                                      | Nhật Bản  | "Permission to Dance" | [ 186 ]                          |
| 27 tháng 7, 2021   | BBC Radio 1 Live Lounge Special: BTS @ Radio 1           | Anh       | "Dynamite" "Permission to Dance" "I'll Be Missing You" (Puff Daddy và Faith Evans hợp tác với 112)                                                           | [ 187 ]                          |
| 25 tháng 9, 2021   | Global Citizen Live 2021                                 | Hàn Quốc  | "Permission to Dance" "Butter" | [ 188 ]                          |
| 2 tháng 10, 2021   | The Fact Music Awards                                    | Hàn Quốc  | "Boy with Luv" "Butter" "Permission to Dance" | [ 189 ]                          |
| 21 tháng 11, 2021  | 2021 American Music Awards                               | Hoa Kỳ    | "My Universe" (với Coldplay) "Butter" | [ 190 ]                          |
| 23 tháng 11, 2021  | The Late Late Show with James Corden                     | Hoa Kỳ    | "Permission to Dance" | [ 191 ]                          |
| 3 tháng 11, 2021   | Jingle Ball Tour                                         | Hoa Kỳ    | "Dynamite" (Holiday Remix) "Butter" | [ 192 ]                          |
| 9 tháng 12, 2021   | The Late Late Show with James Corden                     | Hoa Kỳ    | "Butter" | [ 193 ]                          |